# Musée départemental Arles antique
El Musée départemental Arles antique (literalment, museu departamental de l'Arle antic) és un museu d'arqueologia i art antic que es troba a Arle, La Provença, França. Administrativament és sostingut pel Departament de les Boques del Roine.
Va ser inaugurat l'any 1995 i ocupa un edifici de nova planta dissenyat per l'arquitecte Henri Ciriani (ampliat el 2013). Està situat als afores del nucli antic d'Arle, al costat de les restes del circ romà.
Les col·leccions del museu abasten des de la prehistòria fins a l'antiguitat tardana i són especialment riques en testimonis de la civilització romana procedents d'Arle i el seu entorn. Una part significativa de les peces que s'hi exposen són troballes recents, de resultes d'exploracions arqueològiques dutes a terme sota les aigües del riu Roine.
Entre els fons exposats al públic sobresurtenː
- Un bust, molt possiblement un retrat de Juli Cèsar, anomenat Bust d'Arle, que va ser descobert al fons del riu l'any 2007
- Diverses figures procedents del teatre romà d'Arle, entre les quals una estàtua colossal d'August, una còpia antiga de la Venus d'Arle o un cap de la deessa Venus anomenat Cap d'Arle[3]
- Un notable conjunt de mosaics de paviment amb representacions figurades
- Un vaixell de transport fluvial romà de 31 metres de llarg (anomenat Arles-Roine 3) que va ser recuperat gairebé íntegre del fons del riu, amb tota la seva càrrega, l'any 2011[4]
- Una extraordinària col·lecció de sarcòfags de l'antiguitat tardana, la majoria d'ells de temàtica cristiana, àmpliament representativa de la diversitat de tipologies dels sarcòfags paleocristians.

## Galeria

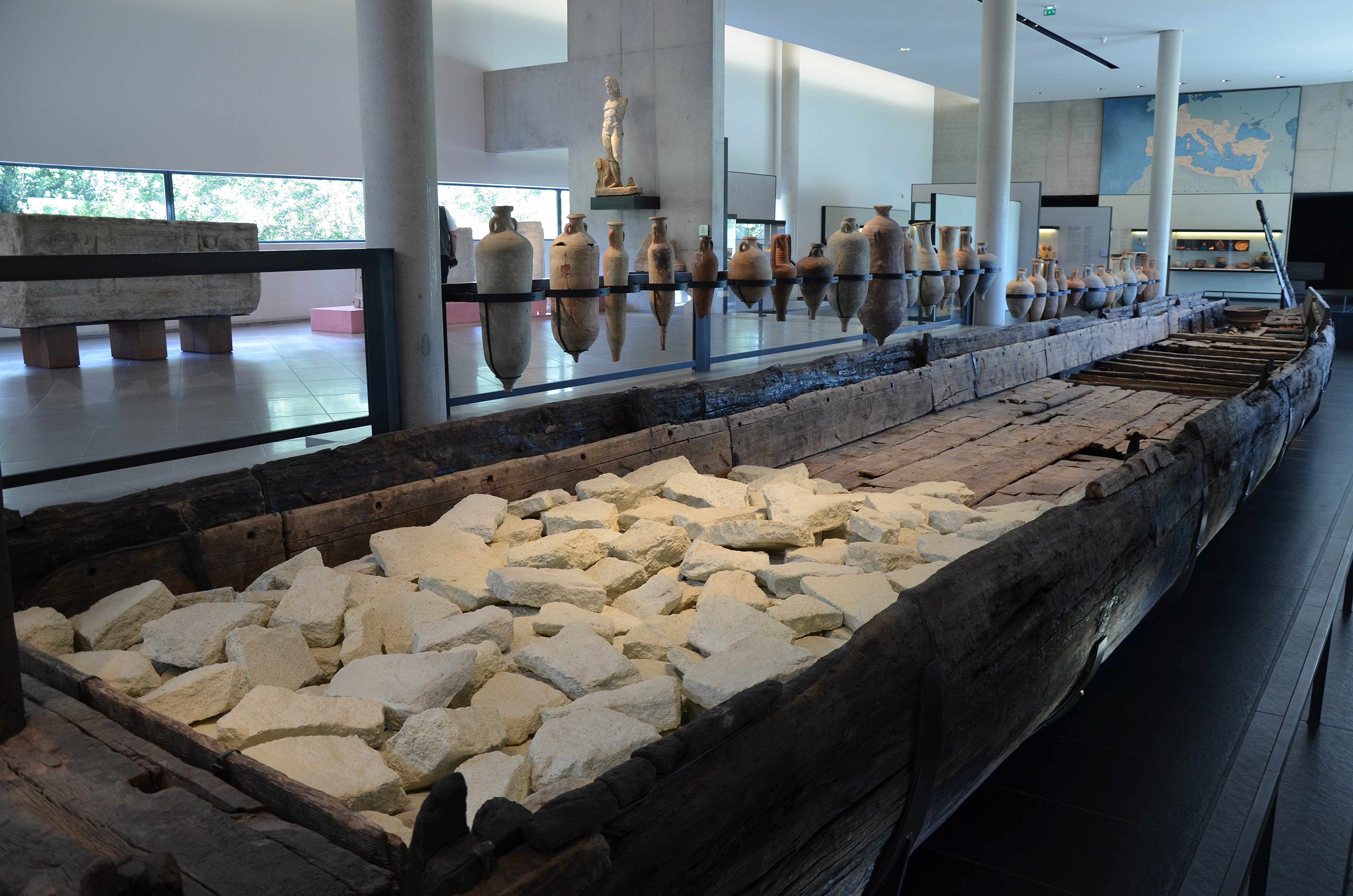
El vaixell Arles-Roine 3
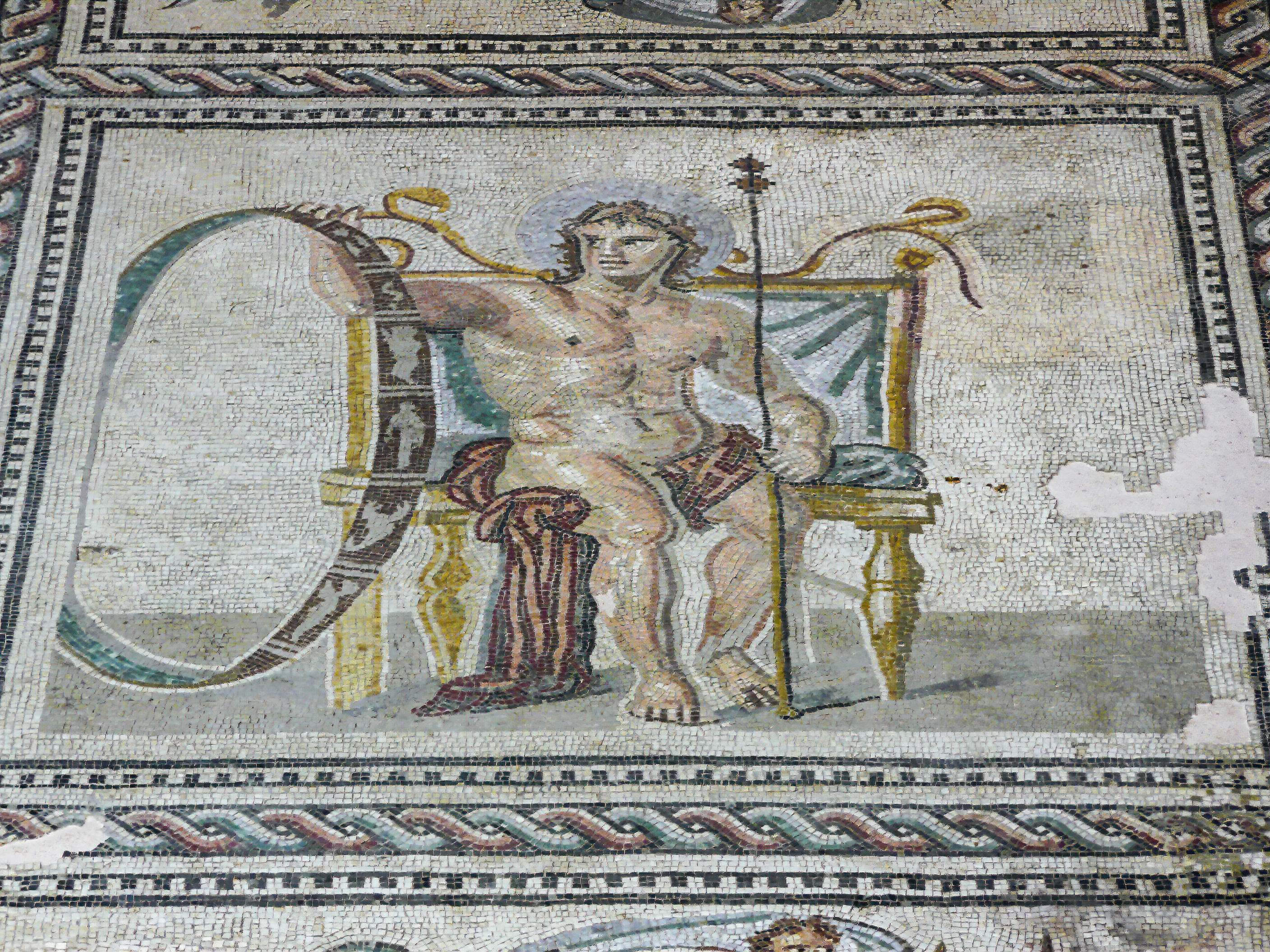
Mosaic d'Aion
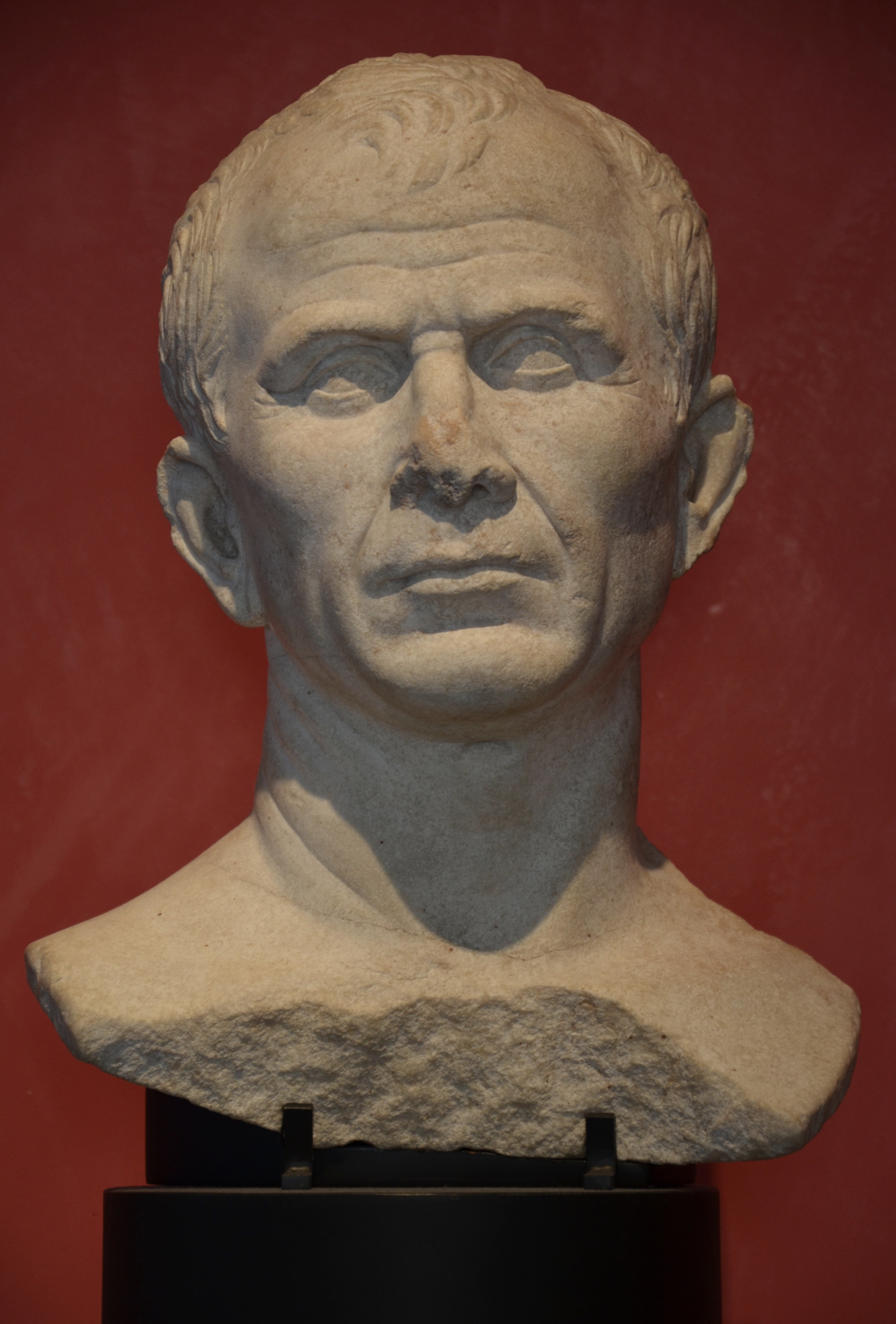
Bust d'Arle, possiblement un retrat de Juli Cèsar
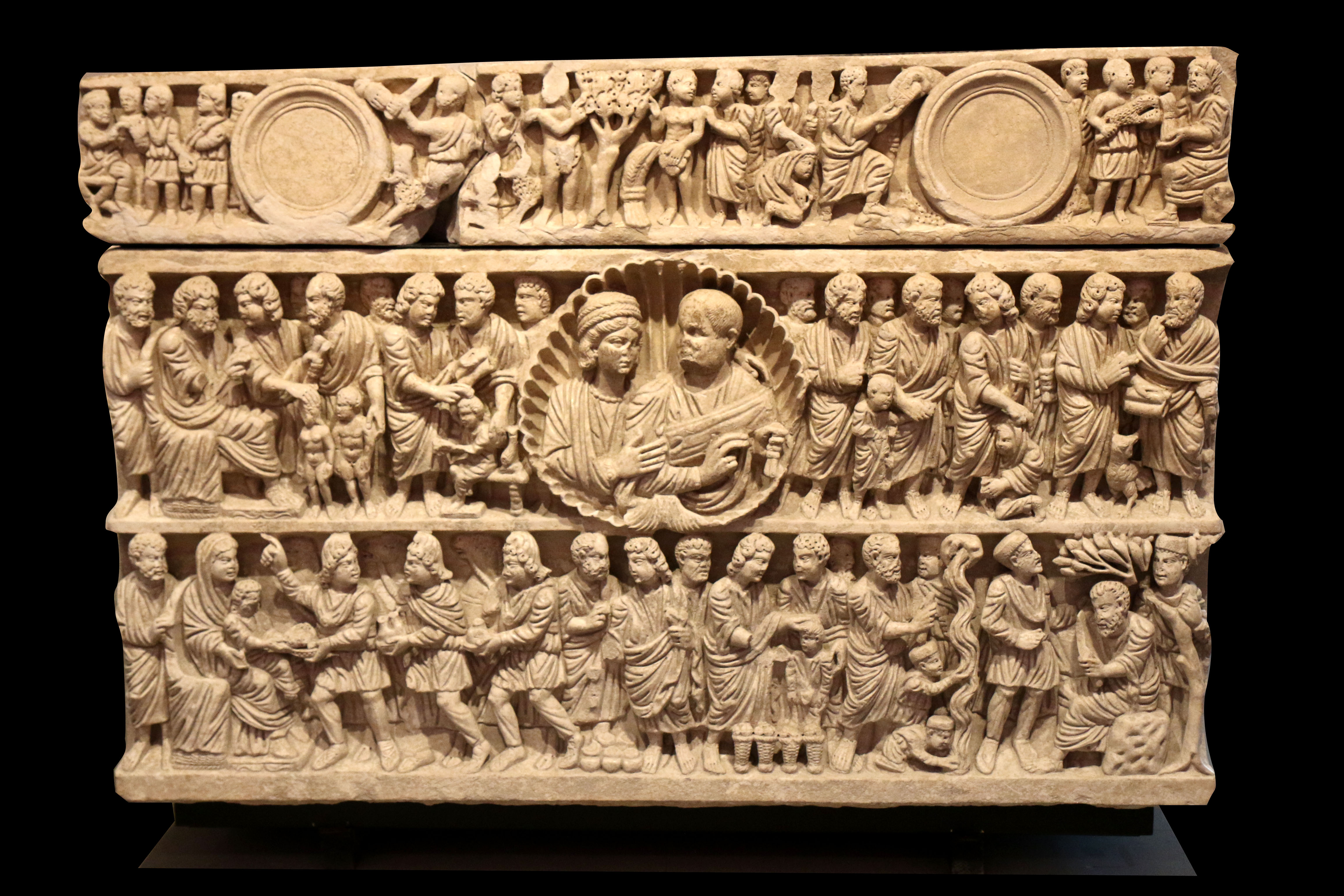
Sarcòfag paleocristià